# کومبیتا
کومبیتا (انگلیسی: Cómbita) نام شهری در کشور کلمبیا است.